# Asota concolora
Asota concolora är en fjärilsart som beskrevs av Swinhoe 1903. Asota concolora ingår i släktet Asota och familjen nattflyn. Inga underarter finns listade i Catalogue of Life.